# 物色
| ウィキペディアには「物色」という見出しの百科事典記事はありません（タイトルに「物色」を含むページの一覧/「物色」で始まるページの一覧）。 代わりにウィクショナリーのページ「物色」が役に立つかもしれません。 |